# تصحیح بنفرونی
تصحیح بنفرونی در امار استنباطی و به منظور اصلاح خطای اندازه‌گیری کاربرد دارد. منطق استنباط آماری در مردود کردن فرض صفر نهفته است. زمانی که تعداد فرض‌های مورد آزمون در یک پژوهش افزایش یابد، شانس مشاهده پدیده‌های نادر نیز افزایش می‌یابد و همین امر باعث افزایش احتمال مردود شدن فرض صفر یا همان خطای نوع اول می‌گردد (در حالی که نمی‌بایست فرض صفر رد می‌شد). تصحیح بنفرونی در واقع برای اصلاح همین اشتباه پیشنهاد گردیده است. به زبان ساده، این تصحیح می‌گوید که اگر قرار است n فرضیه بر مبنای یک مجموعه از داده‌ها مورد آزمون قرار گیرد، باید میزان خطای مجاز را معادل آلفا بر n قرار داد. به‌همین‌ترتیب، فواصل اطمینان را نیز بایستی تصحیح کرد. به‌طورمثال، اگر ما m فاصله اطمینان را داشته باشیم و بخواهیم سطح اطمینان معادل ۱-α را رعایت کنیم، بایستی هر کدام از فواصل اطمینان را از طریق فرمول ۱ منهای α تقسیم بر m تصحیح کنیم.